# Rheinwaldhorn
Rheinwaldhorn (italienska: Adula, rätoromanska: Piz Valrain, Piz Valragn) är ett berg i Schweiz.   Det ligger i regionen Viamala och kantonen Graubünden, i den sydöstra delen av landet, 130 km öster om huvudstaden Bern. Toppen på Rheinwaldhorn är 3 402 meter över havet.
Terrängen runt Rheinwaldhorn är huvudsakligen mycket bergig. Rheinwaldhorn är den högsta punkten i trakten. Närmaste större samhälle är Biasca, 15,8 km söder om Rheinwaldhorn. 
Trakten runt Rheinwaldhorn består i huvudsak av gräsmarker. Runt Rheinwaldhorn är det glesbefolkat, med 15 invånare per kvadratkilometer.